# Universitair Sport Bureau
Het Universitair Sport Bureau (USB), ook wel het AdeKUS Sportbureau, is een instelling van de Anton de Kom Universiteit van Suriname (AdeKUS) die sporters ondersteunt en sportbeoefening stimuleert.
Het USB werd in november 2014 ingesteld en is per januari 2015 operationeel, voor het stimuleren van sport en beweging en daarnaast gezondheid in het algemeen. Het is verantwoordelijk voor alle sportaccommodaties op de universiteit en alle sporten die er worden georganiseerd. Het wordt geleid door Randy Van Zichem, die eveneens bestuursvoorzitter is van de Regional Sports Academy.
Daarnaast is het actief op het gebied sport in relatie tot de universiteit. Voorbeelden zijn inspraak in de selectie van sporters, zoals in 2017 van de atlete Ilsida Toemere voor een beurs van de Russische Internationale Olympische Universiteit, en van deelnemers aan de Universiade. Het sportbureau beperkt zich niet alleen tot fysieke sporten, maar stimuleert ook denksporten. Jaarlijks organiseert het USB de AdeKUS Games, waarin faculteiten het tegen elkaar opnemen.